# 中山大学广州校区北校园
中山大学广州校区北校园（又称北校区），是中山大学的组成校区（园）之一，位于广东省广州市越秀区农林街道中山二路74号，总占地面积0.39平方千米。该校园原为中山医科大学校区，孙中山曾于1886年在此学医。2001年10月26日中山医科大学与中山大学合并，故该校址成为中山大学广州校区北校园。
在两校合并后，原中山医科大学院系被重组为中山大学中山医学院、中山大学光华口腔医学院、中山大学公共卫生学院和中山大学护理学院四个学院。由于中山医学院仅为现在北校园的四个学院之一，中山医学院与北校园并非同义。不过，在非正式场合中，学校内外习惯用中山医学院来指代北校园和其中的全部院系。在2022年中山大学进行医学系统学部制改革，成立中山大学医学部之前，北校园就已经长期悬挂“中山大学医学部”的牌子。由于中山大学北校区历史悠久，校园内还分布着不少具有历史价值的文物建筑。

## 入驻单位

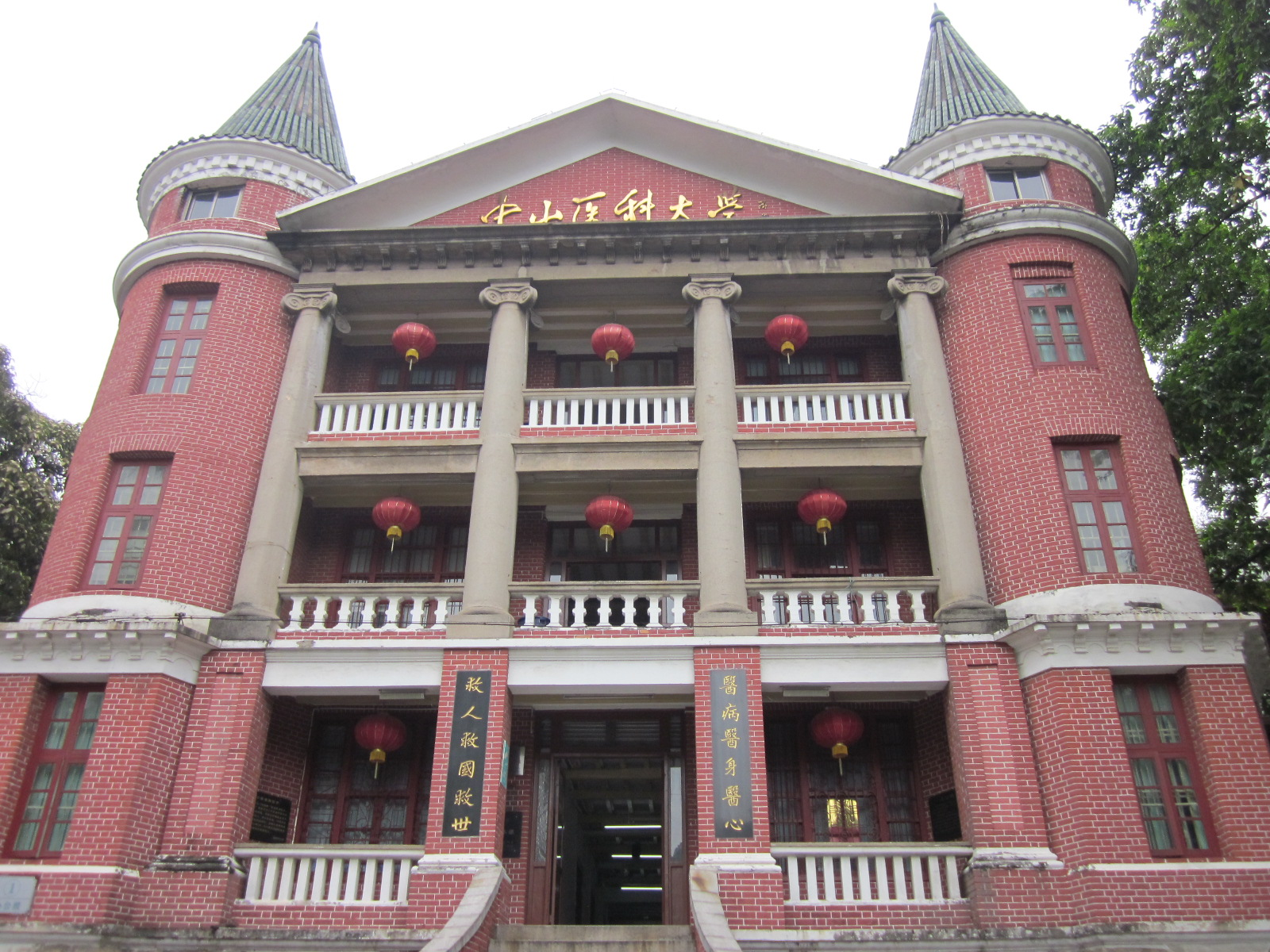
校门正后方阶梯上的“红楼”，是北校园的地标建筑，为原中山医科大学办公楼

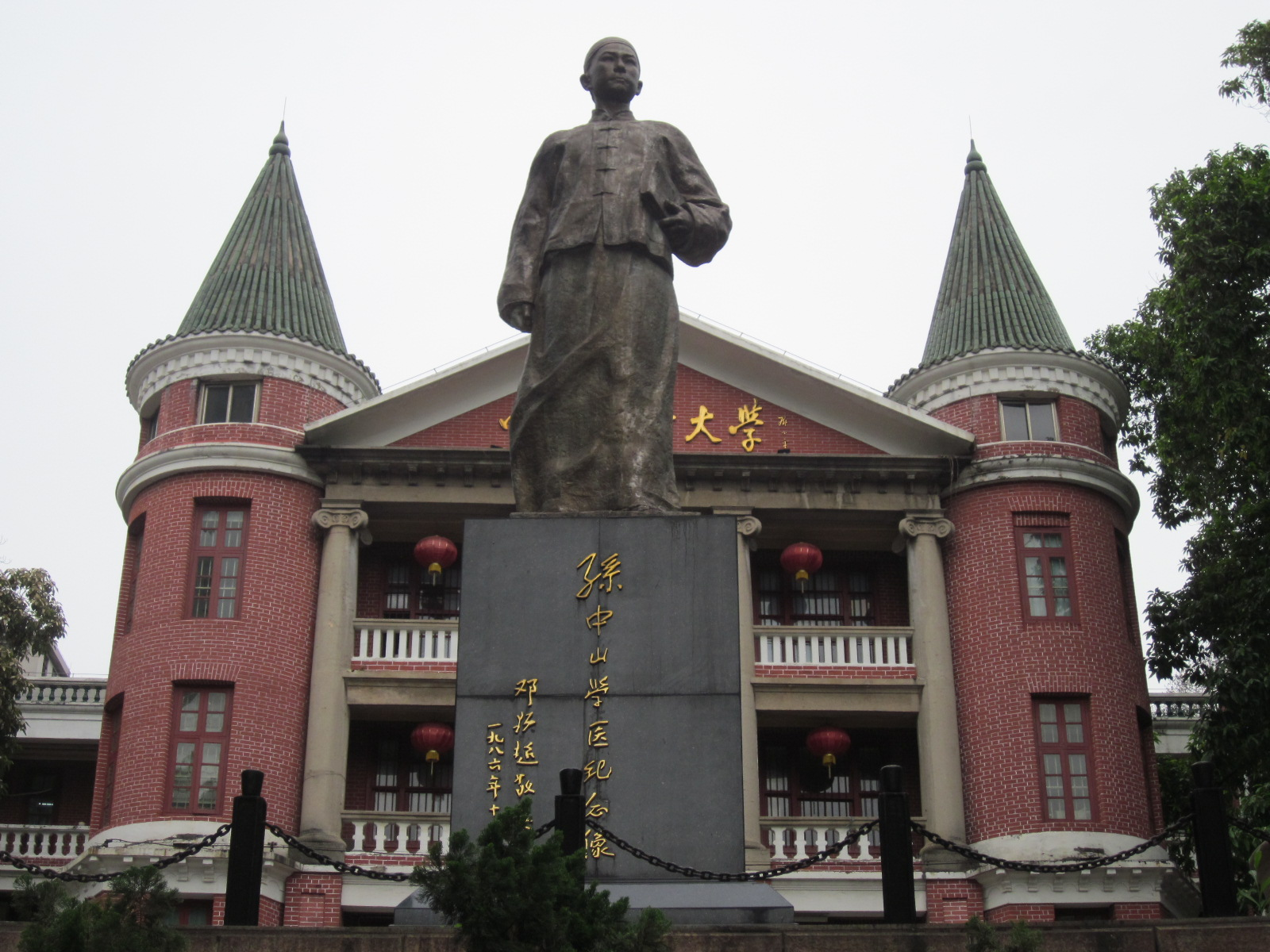
“红楼”前的孙中山铜像（正面）。孙身着长袍马褂。

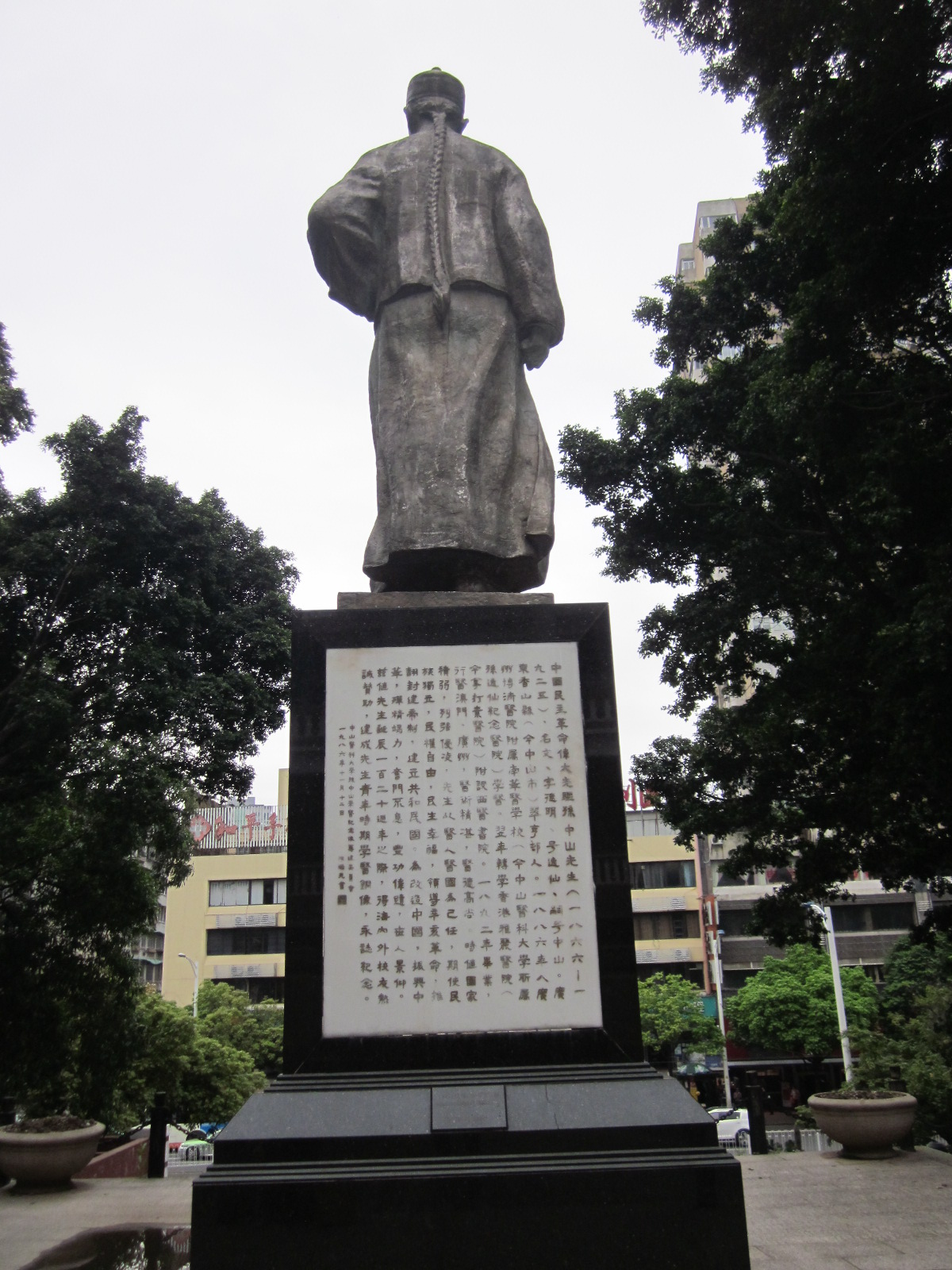
“红楼”前的孙中山铜像（背面）。孙的辫子清晰可见。

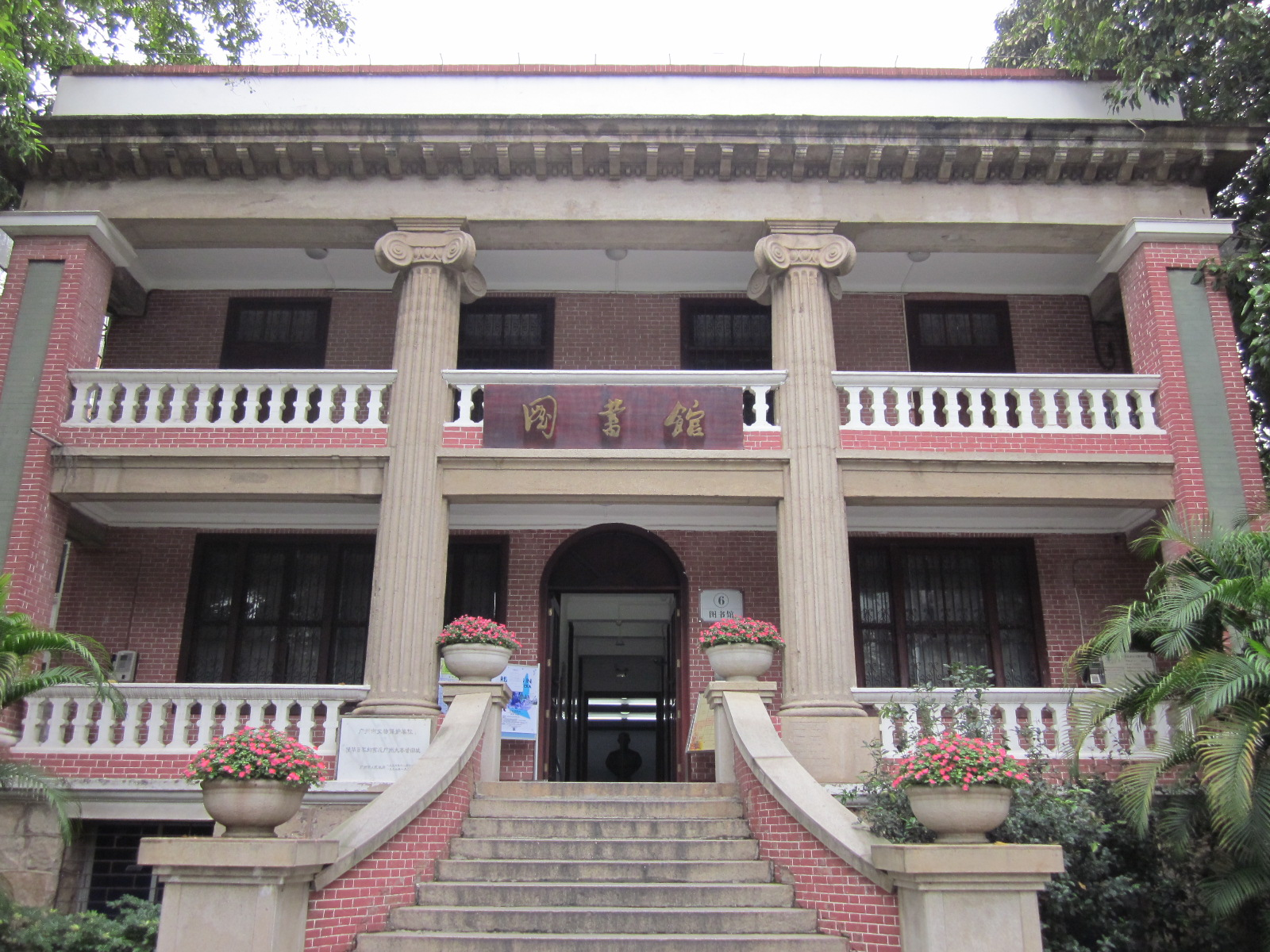
北校园图书馆，为原中山医科大学图书馆。

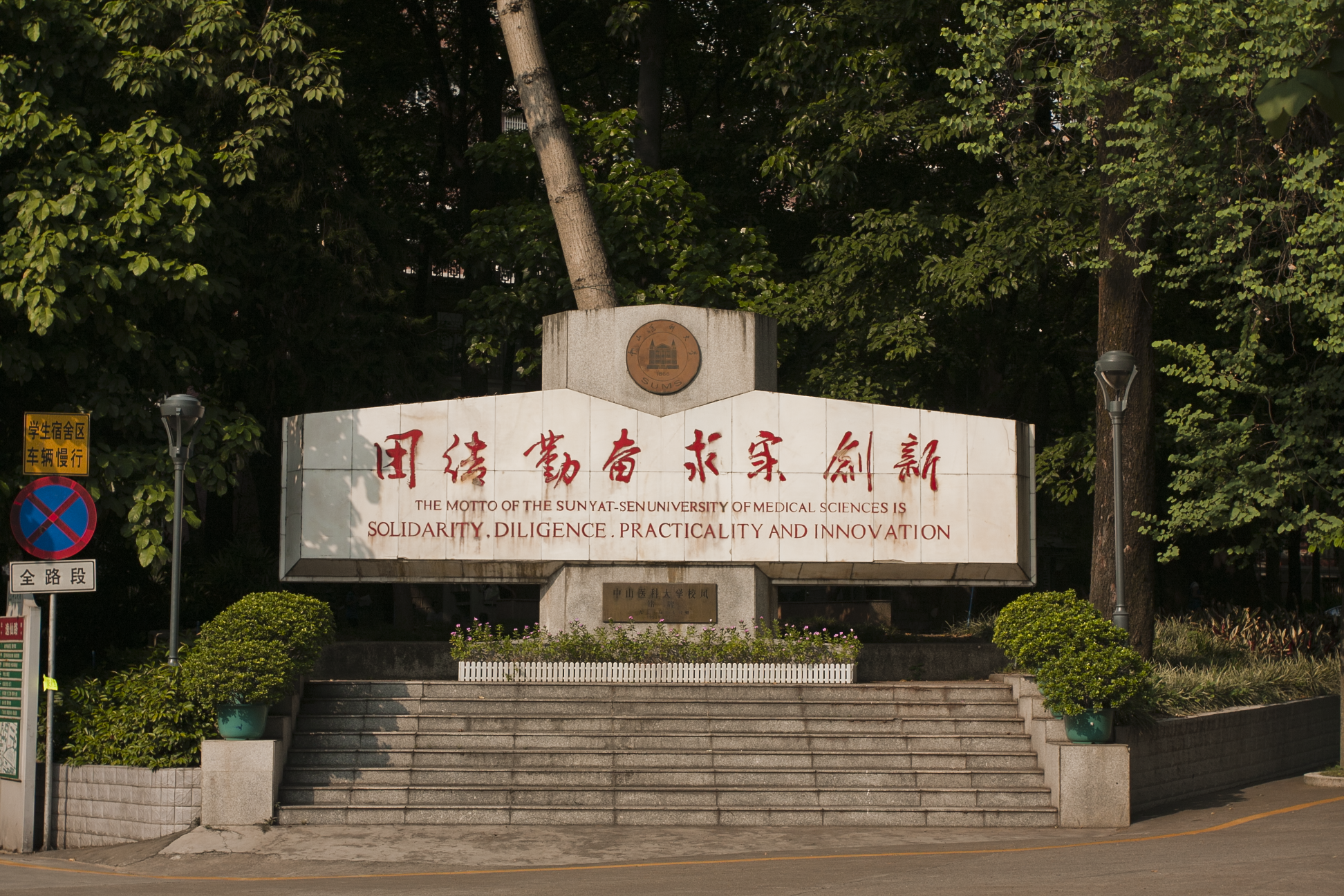
原中山医科大学校风铭牌

### 院系
- 中山医学院
- 公共卫生学院
- 光华口腔医学院
- 护理学院

### 机构
- 医学图书馆
- 医学档案馆
- 实验动物中心（隶属于中山医学院）

## 设施
校园内林路蔓蔓，环境优美、建筑雅致，分布着不少具有历史价值的文物建筑。目前，中山大学正在对北校园进行全面的扩容改造工程。改造后校园预计占地16万平方米，建筑面积22万平方米，将比现在增加约12万平方米建筑面积，容积率调高0 .911。目前规划新建建筑有24层的医学综合楼，改建建筑有执信南路西侧的多处学生宿舍以及校友会堂、体育馆、游泳池。

### 主要建筑
- 红楼：位于校门正后方阶梯上，是北校园的地标建筑，为原中山医科大学办公楼。始建于1916年，1918年竣工，最早是广东公立医科专门学校的医院用房。上方保留有邓小平题写的“中山医科大学”校名。大门两侧对联为“医病医身医心，救人救国救世”，是时任中山大学校长戴季陶为国立中山大学医学院所题。
- 医学图书馆：1918年建成，原为国立中山大学医学院校舍。日本侵华期间为日军波字第8604部队（731部队支队）的驻址，作为细菌战广州大本营。作为抗战时期日军细菌试验遗址，该建筑于1993年8月被登录为广州市市级文物保护单位。
- 医学博物馆：1925年建成，因为同样为红色外墙，又称“小红楼”。馆旁刻有“博济医院”字样，2004年辟为中山大学医学博物馆。

### 景观
- 孙中山铜像：位于红楼之前。此处孙中山的造型为其青年时期在博济医学堂就学时的形象。因当时尚为清朝，孙留有辫子并身着马褂。这一造型的孙中山像目前在全球各地十分罕见。
- 原中山医科大学校风铭牌。

## 交通

### 校区间交通
运行有从北校园往返于南校园和东校园之间的固定班次校车。仅限师生乘坐，需要通过校园卡付费。

### 校外交通

#### 地铁
烈士陵园站：1号线、12号线（建造中）
东山口站：1号线、6号线

#### 巴士
| 南门：中山医站 | 南门：中山医站             | 南门：中山医站       | 南门：中山医站       | 南门：中山医站                                                     |
| 编号           | 路线                       | 路线                 | 路线                 | 备注                                                               |
| -------------- | -------------------------- | -------------------- | -------------------- | ------------------------------------------------------------------ |
| 1              | 芳村花园南门               | ⇆                    | 东山（署前路）       |                                                                    |
| 16             | 天平架                     | ⇆                    | 凤凰岗               |                                                                    |
| 102            | 东山                       | ⇆                    | 广钢新城（崇文二路） |                                                                    |
| 107            | 花城广场西                 | ⇆                    | 中山八路             | 使用无轨电车或纯电动汽车运营                                       |
| 108            | 东山                       | ⇆                    | 南悦花苑             |                                                                    |
| 112            | 已于2025年3月2日停办       | 已于2025年3月2日停办 | 已于2025年3月2日停办 | 已于2025年3月2日停办                                               |
| 183            | 广州火车东站               | ⇆                    | 汾水小区             |                                                                    |
| 192            | 水荫路                     | ⇆                    | 珠江医院             |                                                                    |
| 221            | 锦城花园（东风东）         | ⇆                    | 沥滘                 |                                                                    |
| 222            | 芳村丰年路（黄大仙祠）     | ⇆                    | 五羊邨               |                                                                    |
| 223            | 白云路                     | ⇆                    | 白云花园             |                                                                    |
| 243            | 员村（美林花园）           | ⇆                    | 革新路（光大花园）   |                                                                    |
| B8             | 宝岗大道                   | ⇆                    | 棠德花苑             |                                                                    |
| 夜1            | 芳村花园南门               | ⇆                    | 东山（署前路）       | 芳村花园方向经经康乃馨花园，东山（署前路）方向经东漖镇 1路附属线路 |
| 夜27           | 车陂                       | ⇆                    | 滘口客运站           | 124路附属线路                                                      |
| 夜36           | 芳村西塱                   | ⇆                    | 棠德花苑             |                                                                    |
| 夜39           | 科韵路                     | ⇆                    | 恆寶廣場             | 541路附属线路                                                      |
| 夜40           | 琶洲大桥北（美林花园东门） | ⇆                    | 廣園新村             | 284路附属线路                                                      |
| 夜78           | 广州火车东站               | ⇆                    | 中山八路             | 107路附属线路，使用无轨电车或纯电动汽车运营                        |
| 夜9            | 车陂                       | ⇆                    | 黄石路               |                                                                    |

| 南门：省人民医院站 | 南门：省人民医院站       | 南门：省人民医院站   | 南门：省人民医院站       | 南门：省人民医院站   |
| 编号               | 路线                     | 路线                 | 路线                     | 备注                 |
| ------------------ | ------------------------ | -------------------- | ------------------------ | -------------------- |
| 112                | 已于2025年3月2日停办     | 已于2025年3月2日停办 | 已于2025年3月2日停办     | 已于2025年3月2日停办 |
| 221                | 锦城花园（东风东）       | ⇆                    | 沥滘                     |                      |
| 542                | 員村一横路               | ⇆                    | 瑞寶鄉                   |                      |
| 548                | 大观路北（大观湿地公园） | ⇆                    | 珠江泳场（海印公园）     |                      |
| 夜93               | 宝岗大道                 | ⇆                    | 大观路北（大观湿地公园） | 548路附属线路        |

| 北门：执信路站 | 北门：执信路站         | 北门：执信路站 | 北门：执信路站                 | 北门：执信路站 |
| 编号           | 路线                   | 路线           | 路线                           | 备注           |
| -------------- | ---------------------- | -------------- | ------------------------------ | -------------- |
| 2              | 泮塘                   | ⇆              | 锦城花园（东风东）             |                |
| 27             | 东莞庄                 | ⇆              | 广卫路                         |                |
| 54             | 东华南路（江湾桥脚）   | ⇆              | 中科院化学所                   |                |
| 56             | 天平架                 | ⇆              | 光塔路                         |                |
| 62             | 兴民路（天汇广场）     | ⇆              | 西湾路（唐宁花园）             |                |
| 185            | 锦城花园（东风东）     | ⇆              | 泽德花苑（市中医院同德围分院） |                |
| 204            | 中山八路               | ⇆              | 珠江帝景苑                     | 经东风路       |
| 247            | 恒福路                 | ⇆              | 南洲北路                       |                |
| 261            | 大坦沙（市1中）        | ⇆              | 鱼珠                           |                |
| 284            | 员村（绢麻厂）         | ⇆              | 广园新村                       |                |
| 293            | 华景新城               | ⇆              | 广卫路                         |                |
| 305            | 广州碧桂园             | ⇆              | 罗冲围（松南路）               |                |
| 518            | 站前路（西郊大厦）     | ⇆              | 棠德花苑                       |                |
| 546            | 南洲花园               | ⇆              | 机场路                         |                |
| B4             | 广仁路                 | ⇆              | 天河智慧城核心区（高唐）       |                |
| B4A            | 华景新城               | ⇆              | 科学城（揽月路）               |                |
| 广283          | 广州火车东站           | ⇆              | （佛山）万科四季花城           |                |
| 广283中海班车  | （广州）天河公交场     | ⇆              | （佛山）白沙（中海金沙湾）     |                |
| 夜18           | 广州火车站（草暖公园） | ⇆              | 员村                           |                |
| 夜38           | 广卫路                 | ⇆              | 天河智慧城核心区（高唐）       | B4路附属线路   |

#### 主要市政道路
中山二路、东风东路、执信南路

## 周边
北校园位于越秀区中心位置，西侧紧邻广州起义烈士陵园，校园周围大型医院林立，有中山大学附属第一医院、广东省人民医院、中山大学附属肿瘤医院、广州市第八人民医院、中山大学中山眼科中心、中山大学附属口腔医院、广东药科大学附属第一医院等。